# Tylototriton notialis
Tylototriton notialis é uma espécie de anfíbio caudado da família Salamandridae. Está presente no Laos. A UICN classificou-a como vulnerável.